# Marc Leopold Felix
Marc Leopold Felix (* 1942) ist ein belgischer Experte für afrikanische traditionelle Kunst, Kunstsammler, Galerist und Autor.  

## Leben und Wirken
Felix studierte Griechisch und Latein am Collège Saint-Jean-Berchmans in Brüssel, bevor er von 1957 bis 1959 Kunst an der Académie royale des Beaux-Arts de Bruxelles belegte. Zwischen 1964 und 1972 lebte er im Mittleren Osten, Nigeria, Gabun und Kamerun. 
Felix ist Autor von Aufsätzen und Büchern über afrikanische Kunst. Er hat mehr als vierzig Ausstellungen über kongolesische traditionelle Kunstobjekte in Deutschland, Österreich, Belgien, Kongo, China, Dänemark, Frankreich, Indien, Japan, den Niederlanden, den Vereinigten Staaten und Taiwan kuratiert. Von 1990 bis 2009 war er Vizepräsident des belgischen Verbands der Händler für außereuropäische Kunst (BADNEA). Weiterhin leitet er das Congo Basin Art History Research Center in Brüssel.
An der 1994 in Berlin und München präsentierten Ausstellung und dem begleitenden Katalog Tanzania. Meisterwerke afrikanischer Skulptur war er als Autor und Leihgeber von Skulpturen beteiligt.

## Veröffentlichungen (Auswahl)
- Viviane Baeke: Congo Masks: Masterpieces from Central Africa : a Book and Catalogue. Hrsg.: Marc Leo Felix. Virginia Museum of Fine Arts, 2018, ISBN 978-0-300-23875-4 (google.com).
- 100 Peoples of Zaïre and their Sculpture, The Handbook Zaire Basin Art History Research Foundation, Brüssel, 1987
- Mwana hiti: life and art of the matrilineal Bantu of Tanzania = Mwana hiti: Leben und Kunst der matrilinearen Bantu von Tansania. Fred Jahn, München 1990, S. 504 (deutsch, englisch).
- Eine kurze Geschichte von Tanzania. In: Jens Jahn, Haus der Kulturen der Welt, Berlin und Städtische Galerie im  Lenbachhaus, München (Hrsg.): Tanzania: Meisterwerke afrikanischer Skulptur. Sanaa za Mabingwa wa Kiafrika. Fred Jahn, München 1994, ISBN 978-3-88645-118-0, S. 31–33 (deutsch, Suaheli).
- Die traditionelle Skulptur Tanzanias. In: Jens Jahn, Haus der Kulturen der Welt, Berlin und Städtische Galerie im  Lenbachhaus, München (Hrsg.): Tanzania: Meisterwerke afrikanischer Skulptur. Sanaa za Mabingwa wa Kiafrika. Fred Jahn, München 1994, ISBN 978-3-88645-118-0, S. 37–74 (deutsch, Suaheli).
- Kipinga: Throwing-blades of Central Africa, Verlag F. Jahn, München, 1991
- Art & Kongos: Kongos du Nord, Verlag Zaïre Basin Art History Research Center, 1995